# 偽りの花園 (テレビドラマ)
『偽りの花園』（いつわりのはなぞの）は、東海テレビ制作のフジテレビ系列で、2006年4月3日から6月30日まで放送された昼ドラ。放送時間は、月曜 - 金曜の13:30 - 14:00（JST）。全65話。

## 概要
- 本物の姉妹同然に育った乳姉妹に自らの人生を奪われ、代わりに相手の人生を生きる運命を負わされた一人の女性の、自らの人生を取り戻すまでの数奇な半生を描く大河ロマン。東海テレビお得意のドロドロ愛憎劇である。
- 同じ中島丈博脚本作品である『真珠夫人』、『牡丹と薔薇』に続き、草履カツレツという珍料理が劇中で登場している。DVDボックスセットも販売された。
- 遠山景織子にとって、相手役ではない連続テレビドラマ単独初主演となった作品でもある。

## あらすじ

### 第1部（昭和5年）
房総半島、鴨川の網元である矢作家には18歳になる二人の乳姉妹が暮らしていた。控えめな性格の美禰子は捨て子であり、矢作夫妻がずっと養育していた。気性が激しく、貴婦人に憧れる美琶子は矢作杉枝が芸者をしていた頃の友人、丹が早瀬川伯爵との間に生んだ娘であった。美禰子は女学校卒業前に、海軍大学生の剛と見合いをし結婚が決まる。それが面白くない美琶子は若い画家を誘惑し、駆け落ちをしようとしたところを斎造に見つかり、東京の家に戻されるが、継父の権造とそりがあわず家出。鴨川の海岸で入水自殺しようとするが、剛に助けられて一目ぼれ。美琶子は剛がたじろぐ勢いで求愛、二人はやがて肉体関係を持つ。美禰子と剛の結婚式の前日、美琶子と剛は嵐の海に船を出し心中する。数日後、剛の遺体が打ち上げられたが、美琶子の遺体は見つからなかった。娘を失った空虚を埋め合わせるように、美琶子の母・丹は美禰子を養女に迎え、東京に呼び寄せる。

### 第2部（昭和6年 - 昭和10年）
美禰子は橋川顕彦と名乗る青年と出会い、二人は恋に落ち関係を結ぶが、顕彦は特高警察に逮捕され巻き込みたくない一心から面会に来た美禰子を冷たく突き放して別れる。その頃、早瀬川伯爵は共産主義運動に傾倒していた顕彦を除籍し、家督は美琶子に継がせると宣言。伯爵は丹の店にいる美禰子を自分の娘だと勘違いしていた。美琶子が心中して行方不明だと言い出せない丹は、美禰子を美琶子の身代わりとして早瀬川伯爵家へ上がらせた。ある日、顕彦が早瀬川家に乗り込むと美禰子の姿が…。実の妹を愛していたのだと苦悩する顕彦。美禰子は「異母姉」栄子の元を妊娠した栄子は、顕彦と美禰子の関係を知って弱みにつけこみ、自分の出産した男児を美禰子の産んだ子として育てさせる。やがて美禰子の素性を調べた運転手・中田から、美禰子が偽者だと聞いた茜は美禰子を許し、顕彦に真実を告げるよう諭す。しかし顕彦は美禰子が自分の妹だと信じたまま既に満州へ去っていた。さらに中田は美禰子を脅迫し肉体関係を迫り、美禰子は車で海へと転落して自殺を図るが失敗。救出された美禰子は早瀬川家を追われるが、顕彦の子を妊娠したことに気づく。

### 第3部（昭和17年 - 昭和20年）
7年後、美禰子は糸川家に戻り、店を手伝っていた。満州からの団体客の中に顕彦の姿が。その頃、ユリエと名乗る派手な女性が早瀬川家に。彼女は顕彦の妻だというが、記憶喪失で満州でのことしか覚えていないと早瀬川家の人に語るが…。
ユリエは吉原で、娼館・ミモザ館の営業を始める。顕彦の様子から、女性の影を感じたユリエは栄子に相談。栄子はユリエに美禰子の存在を告げ二人の間には娘がいる事を明かす。ユリエは栄子に入籍について問われると「いいえ…あたし自身、戸籍自体どこにあるのかも…」と不安に陥る。ユリエは今浜の場所を突き止め外で遊んでいたひかるに近づくが、怯えたひかるが逃げ出し店にいた美禰子に「あの絵と同じ顔の女の人がいた!!お母さんの隣の顔と!!」驚いた美禰子が店の外に出ると、ユリエは物陰から嫉妬の眼差しを向ける。ホテルで顕彦と逢った美禰子は、事情を話し顕彦と抱き合うがユリエが部屋へ押しかけ、顕彦は美禰子を逃がす。顕彦はついにユリエに別れを告げるが、ユリエはショックで泣き崩れる。
今浜では店の外壁に何者かがピンで刺し付けた洋服に赤い毛糸を巻き付けた五寸釘が打ち付けられる嫌がらせが。しばらくして、店にやってきたユリエを見た美禰子と丹は「美琶ちゃん…?」と驚く。「誰と間違えてるのよ!!あたしは顕彦の妻のユリエよ!!」と包丁を突きつけ丹に誓約書を読ませ、捨てゼリフを吐きユリエは立ち去る。丹は顕彦に異母兄妹である事を明かす。ミモザ館でヤケ酒をあおるユリエは自暴自棄になり、自分を娼婦と間違えて声をかけた客に抱かれるが突然頭痛に襲われる。顕彦はユリエに美禰子と美琶子の写真を見せると、急に過去の幻影がよみがえり写真を破るユリエ。自分が顕彦の異母姉妹だと信じられないユリエ。ある夜、若い男がユリエを抱かせろと店の男と言い争っているのを見て「ダンスくらいなら踊ってあげるわよ」と一緒に踊る。男の名前は隼一。後にユリエの恋人となる。
ついに美禰子はミモザ館に行きユリエと対峙。美禰子がユリエのドレスの左袖を破き、ユリエの腋を確かめようとする。ぶつかった際、頭を打ったユリエが記憶を取り戻し、美禰子はホクロを確認。ユリエは泣き崩れる。翌日、顕彦と美琶子は早瀬川家の皆にユリエが行方不明になっていた美琶子である事を告白。母・茜は、知らぬ間に兄妹の対面をしていた事に驚き、栄子は激怒。美禰子は美琶子から失踪時の事情を聞く。美琶子は自分が羽生と心中しようとして、舟がひっくり返って海に投げ出された事までは覚えているが、気がついたら病院のベッドにおり、白浜の旅館で厄介になっていたが、出入りするヤクザに騙されて満州に売られ、娼館を転々としハルピンでダンサーを始めた時に、顕彦と知り合った事を告げる。
美禰子と顕彦は結婚が決まる。宴の数時間前ミモザ館から美琶子の使者が「本当のお父さまを見つけたんです!」と告げられる。半信半疑の美禰子がミモザ館を訪れると美琶子が「結婚のお祝いにあんたの本当のご両親を探してあげようと、新聞に広告を出したら名乗り出た人がいたの」部屋に通された美禰子が対面すると男に迫られ騙された事に気付くが、なすすべもなく乱暴されてしまう。美禰子はこの事を誰にも話すことなく披露宴に臨んだ。宴の席で、ひかるは従兄の進一と初対面。戦局が一段と厳しくなり、美琶子は隠れて営業していたが憲兵に見つかり、女たちを従軍慰安婦として徴用しようと連れて行こうとする憲兵とやりあうが、殴られる美琶子を隼一が庇い射殺、隼一の子を妊娠していた美琶子は流産する。
昭和19年。B-29などの爆撃機が来襲するようになり戦局は悪化。美琶子の娼館は、娼婦や従業員も徴用され開店休業状態に。今浜に進一がひかるを訪ね２人で美琶子のところに遊びに行くと、ひかるが美琶子に誘拐される。3日後、美禰子はショックで食事も喉を通らないほど落ち込んでいた。進一は家礼・磯崎の制止を振り切り、ひかるがミモザ館に監禁されている事を知る。進一からひかるの居場所を聞いた美禰子は吉原へ行き、美琶子と対決。そこへ遣手がひかるを連れて来る。すきを突き美琶子はひかるを羽交い絞めにし「この子を殺して、あたしも死ぬの!」と凄む。顕彦の子供を産んだと美禰子への嫉妬を爆発させる美琶子はひかるの首を絞める。美禰子は美琶子を「美琶ちゃん…死んで…。あんたなんか、死んで!死んでよ!!」と刺殺。ミモザ館は焼夷弾で全焼。焼け跡から美琶子の遺体が発見され寺に収容されるが、爆撃のため美禰子の犯行が露見する事はなかった。罪の意識に耐えられず、美禰子は顕彦に離婚を告げるが、その時権蔵から召集令状が来た事を告げられ顕彦は出征。その半年後、終戦。顕彦は夫婦関係を続行するつもりで帰って来たが、美禰子は頑なに受け入れない。

### 第4部（昭和24年 - 昭和31年）
美禰子は顕彦と離婚。今浜の女将として日々を送っていたが、娘・ひかるとはあの事件から親子関係がギクシャクしていた。ある日ひかるは、友人に連れられてやって来た喫茶店・モナムールで、父方の従兄・進一と再会。進一は実家である早瀬川家が進駐軍に接収されてしまい、父・寛治郎の実家・曽我家で暮らしていたが、居心地が悪く顕彦のアパートに移り住んでいた。ひかるは、進一に連れられて来たアパートで顕彦と再会を果たす。
顕彦は知人から頼まれ演出家として劇団に在籍していた。顕彦はモナムールのオーナー兼、劇団の女優・とき子と婚約中。しかし、ひかるから昭和19年に起きた美禰子と美琶子に起きた真実を告白される。後に顕彦はとき子との婚約を解消。とき子は今浜を訪ね糸川家の人々を引退舞台に誘う。演目は「ボルジア家の没落」だが舞台を見た美禰子は、美琶子殺害時にそっくりな内容に唖然。とき子は終演後客席に向かい、舞台を見てぐさりとした人は出頭せよと…。家に帰った一同。耐えられなくなった美禰子はついに事件の真相を糸川の家族に告白する。しばらくして美禰子は継父・権蔵に連れられて警察に自首。昭和31年、美禰子は出所。「もう何も心配する事は無いんだよ」と顕彦から言われ二人は抱擁。満開の桜の下を手を繋いで歩いて行く。

## 登場人物

### 主人公
矢作美禰子/糸川美禰子/早瀬川美禰子（演：遠山景織子）
主人公。矢作家近くの神社に捨てられていた娘。矢作夫妻の養女。矢作家で美琶子と共に育つ。清楚な雰囲気で気立が良く、控えめな性格だが、意地になると頑固を貫く一面も持ち合わせている。
度重なる美琶子からの「捨子」呼ばわりや身勝手さに対し密かに憤りを募らせるが、気位の高い美琶子と共に生活するため大体のわがままは許容して来た。
自分の婚約者・羽生と心中し、行方不明になった美琶子の代わりに糸川家の養女となり、上京。早瀬川伯爵家の嫡男とは知らずに顕彦と出会い恋に落ち、美琶子の身代わりに早瀬川家に入ることで運命が狂い始める。
顕彦と偽の異母兄妹として再会するが、栄子の極秘出産・偽装への協力を強いられて連れて来られた軽井沢の別荘で再び男女関係になり、自分が他人であるとは打ち明けられず、互いに苦悩する。
糸川家に戻り顕彦の娘・ひかるを出産。後に内地に帰って来た顕彦と結婚するが、顕彦をめぐって美琶子に騙され嫌がらせに遭う。さらに娘・ひかるを「ミモザ館」に誘拐・監禁した挙句、目前でひかると無理心中を図った美琶子を刺して殺害。一度は顕彦と離婚するが、事件の真相を知った顕彦と和解。後に警察に出頭、服役する。出所後、顕彦が迎えに来て復縁する。

### 主人公の乳姉妹
糸川美琶子/ユリエ/早瀬川美琶子（演：上原さくら）
早瀬川伯爵と丹の娘（早瀬川伯爵の庶子（三女）で、早瀬川伯爵以外早瀬川家の人間たちには疎まれて快く思われていない）、生まれて間もなく実母・丹により矢作家へ里子に出される。美禰子の乳姉妹で同い年。矢作夫妻の正式な養女ではないため糸川姓。
美禰子とは対照的に女学生時代から妖艶で華美な美貌を持つ。天真爛漫な性格で大胆かつ口八丁、社交的で盛り上げ上手、商売にも長けている。貴婦人になることを夢見る一方、心中に憧れ、恋愛のためならどのようなことにも身を投じる危うさがあり、また一度怒り狂うと手をつけられず、ワガママで身勝手な気性の激しい腹黒いトラブルメーカーの悪女。精神的に不安定で異性に依存する傾向にある。派手な装いやパーティーを好み、後に酒を飲み長い煙管で喫煙するようになる。
姉妹分の美禰子とは仲が良かったが、ことあるごとに捨子であることを揶揄、または見下す発言をし、それを理由とし美禰子には理不尽なことにも耐えるように言いくるめる。美禰子の寛容さに甘えており、彼女が密かに募らせている鬱憤に気付いていない。
大切にしてくれるが自分を「預かりもの」とする矢作家にも、自分と折り合いの悪い継父・権造と家庭を持つ実母・丹がいる実家にも居場所がないと感じている。一方、捨子だが矢作夫妻から実の娘として扱われ、見合い相手の羽生と順調に愛を育む美禰子に対し密かに嫉妬を燃やす。
浜辺で入水を図った時に助けられて以降、美禰子の婚約者である羽生に横恋慕し、羽生の祖父の世話を通し美禰子の目を盗んで接近、羽生の父に美禰子の出自を暴露し、結婚を反対されるように仕向ける。思惑通り羽入と美禰子が一時的に破談になった時を見計らって羽生に求愛し、肉体関係に至る。後に2人が復縁した後も密会を重ねる。
美禰子の祝言直前の夜、美禰子の婚約者・羽生と心中し行方不明になる。
9年後、満州に渡った顕彦の内妻・ユリエとして美禰子たちの前に現れる。記憶喪失で過去のことを知らないが、行方不明になっていた美琶子であった。顕彦への想いから中々自分が美琶子であることを認めようとせず、偽の両親と戸籍を工面しユリエとしての存続を図るが、結局記憶が戻る。「ミモザ館」に乗り込んだ美禰子により美琶子の特徴である脇の下のほくろと娼婦・朱美に譲った羽生の祖父から贈られたルビーの指輪を確認され、美琶子本人であることが証明された。
以降、顕彦から今後は異母兄妹として接することを告げられ、内縁関係を解消したが、心を切り替えられず、水面下で顕彦に激しく執着する。その一方、無自覚の内に自分のすべてを理解し受け入れてくれる恋人・隼一を最も愛するようになる。
隼一の子を妊娠したが、顕彦の子だと言い張り、隼一を亡くし流産した後はより顕彦への執着を深め、呼び出して肉体関係を迫る等の奇行を起こす。
記憶が戻った後、顕彦の子を産んでいた美禰子に嫉妬し「ミモザ館」に呼び出して騙し、娼婦と偽って客の相手をさせる悪事を働き、犬猿の仲の次姉・瑠璃子を追い詰めて彼女を精神錯乱させた結果、死に追いやる。
後に姪・ひかるを誘拐し「ミモザ館」に監禁していたのを美禰子に突き止められ、自棄になり美禰子への嫉妬を爆発させ、ひかるを絞殺しようとしたが、美禰子に刺殺されるという自業自得の最期を遂げた。

### 矢作家
矢作斎造（演：鈴木一功）
鴨川の網元、美禰子と美琶子の育ての父。お百度参りの最中に拾って来た美禰子を養女に迎え、実子同然に育て可愛がっている。
一方、非行を繰り返す里子・美琶子には手を焼いている。後に記憶を失った美琶子がユリエとして現れた際、丹から杉枝と夫婦で東京に呼ばれ美琶子の本人確認に協力する。美琶子が娼館を経営していると知っても「美琶子らしい」と言い、驚かなかった。（第1,2,3部）
矢作杉枝（演：増子倭文江）
斉造の妻、美禰子と美琶子の育ての母。元は芸者をしており丹の旧い友人。
子供を亡くした時期に丹の娘の美琶子を預かり、斎造が拾った美禰子と一緒に授乳し育てた。羽生と心中事件を起こし、行方不明になった後も里子・美琶子のことを思っており、丹から斉造と夫婦で東京に呼ばれ、美琶子の本人確認に協力する。記憶を失った美琶子の姿を見ると手を取って再会を喜ぶが、手を振り払われて罵倒される。無礼千万な態度を怒ることなく、記憶喪失となった美琶子の身の上を不憫がり「余程のことだ」と涙する。
美琶子の身体的特徴を把握しており、脇の下にあるほくろの存在を美禰子達に教える。ユリエが美琶子であると確信する。
矢作武夫（演：加瀬尊朗）
斎造と杉枝の息子。陸軍士官学校生。
血の繋がらない二人の妹のうち、美琶子よりも美禰子を可愛がっており、美禰子に友人の羽生を引き合わせた。密かに義妹の美禰子に想いを寄せており、羽生が美禰子との結婚を親に認めさせていないと知ると激怒し鉄拳制裁を与えた。丹の養女になった美禰子に会いに新橋を訪れた時、美禰子から兄としか思っていないことを告げられて失恋した。美禰子の将来を案じる。士官学校卒業後は朝鮮の部隊に入隊する。
後に話題にだけ名前が出て、戦後に他の女性と結婚したことが語られる。（第1部）
島村夢州（演：井澤健）
駆け出しの画家。矢作家の娘たちの肖像画を制作中、モデルの一方である美琶子の誘惑を受ける。
美琶子との駆け落ち計画が露見して鴨川を追われる。（第1部）
猪狩宝泉（演：碇浩二）
矢作家の娘たちが師事する日本舞踊の師匠。（第1部）

### 羽生病院
羽生剛（演：川口真五）
美禰子の婚約者。海軍大学校生で武夫の幼馴染み。精悍な青年。美琶子に横恋慕され、美禰子との婚約が一時的に破談になった際、美琶子に流されて肉体関係を持ってしまう。
清楚な美禰子を愛する一方、悪魔的な美琶子への情欲にも溺れ、二人の間で苦悩する。美琶子からの助言により、美禰子との結婚話を進めたが、そのために反対していた父親から勘当され、慕っていた祖父・桑太郎の葬儀への参列を禁じられてしまう。その一件で自棄になり美琶子と一緒に死ぬことを決し、祖父の病室に来た美禰子に美琶子との関係を知られたが居直る。後に美禰子との結婚式当日に美琶子と海で心中した。（第1部）
羽生桑太郎（演：守田比呂也）
剛の祖父、剛を引き取り養育した。痴呆が進み羽生病院に入院している。
剛の婚約者である美禰子にルビーの指輪を渡したが、やがて美禰子を嫌って美琶子の世話を受けることになるが死去。（第1部）
羽生豊正（演：山上賢治）
剛の父親、佐倉の総合病院、羽生病院院長。
剛が無断で捨子の美禰子と結婚しようとしていると知って怒り、剛に結婚か勘当かを迫る。剛に無断で矢作家に弁護士を送り美禰子との婚約の破談を申し入れる。剛が美禰子と結婚しようとしていることを知ると父・桑太郎が死去した時、剛に勘当を言い渡し葬儀への参列を禁じた。それが元で剛が心中事件を起こした後、霊前に花を備えに来た美禰子に逆上し当たり散らす。（第1部）
羽生昭子（演：森沢早苗）
豊正の後妻、剛の継母。羽生病院の看護婦長。剛とは折り合いが悪い。自分の息子（剛の異母弟）が病院を継ぐ予定。（第1部）

### 料亭「今浜」

#### 糸川家
糸川丹（演：今陽子）
美琶子の実母。したたかな性格。明るく口が回り肝が据わっている。現在は新橋で料亭「今浜」を経営。芸者時代に早瀬川伯爵の妾となり美琶子を出産したが、伯爵家に娘を奪われるのを恐れ、また母乳の出も悪かったため、友人の杉枝に美琶子を預けた。
美琶子に会いに時々矢作家を訪れる。基本的に美琶子に甘いが、美琶子が常軌を逸した行動を取った際は時には顔に平手をかまして厳しく叱る。
行方不明になった美琶子の代わりに養女にした美禰子を早瀬川家伯爵の落胤と偽り、早瀬川家に送り込む。
矢作家の戸籍に調べを付け、単身「今浜」に乗り込んだ早瀬川伯爵夫人・茜に美禰子の素性を問いただされ、しらを切ろうとしたが、証拠が上がったと知ると観念し、涙ながらに謝罪、美禰子が実の娘・美琶子ではないことを認める。
美禰子を養女に迎えた当初は殺風景な部屋を与え、あくまで美琶子の替えとして利用する等冷ややかであったが、元々美禰子の人柄は認めており、美禰子を脅迫した早瀬川家の運転手、中田を非難、それにより醜聞を起こした美禰子を体裁のために追い払おうとする婿の寛治郎及び早瀬川家に怒り「今浜」に美禰子を引き取る。後は女将業の傍ら、顕彦の娘・ひかるを身籠り一人で育てる美禰子を支え、美禰子を若女将とし共に「今浜」を切り盛りする。
ひかるの誕生以降、早瀬川家の茜とは和解し良好な関係になるが、美禰子に悪意を抱き、ことあるごとに責任を押し付けてくる栄子とは犬猿の仲。
顕彦の内妻・ユリエとして再会した美琶子の美禰子に対する数々の嫌がらせを「今浜」で共に受け、その過激さに辟易しつつ、美琶子が記憶を取り戻すべく何かと行動を起こす。
美琶子に戻ったユリエに再び実母として接し、美琶子が悪びれもなく早瀬川家で起こした悪事を得意気に打ち明けると難色を示し、「ろくな死に方をしない」と忠告した。美禰子の服役中に「今浜」を息子夫婦に明け渡す。
糸川権造（演：山田辰夫）
特高刑事、丹の夫。勘が鋭く、継子である美琶子の魔性に早くから気付き、美琶子を毛嫌いしている。一方、初対面で「今浜」に行儀見習いに来た美禰子の善良さも一目で見抜き、「一緒に育った美琶子とは正反対」と評する。
丹の着物が消失した際、滞在中の美琶子が実の息子・直雄を唆して質入れさせたことを察すると激怒し、知らん顔を貫く美琶子を厳しく追求した。これにより美琶子が房総に逃げ帰る。美琶子が美禰子の婚約者、羽生と心中事件を起こして行方不明となった後、美琶子の代わりに「今浜」に引き取られた美禰子の養父となる。
顕彦が共産主義活動をしていた時期は厳しい拷問や取調べをしたが、思想転向して満州から戻った顕彦とは舅と婿の関係を築いた。
顕彦の内妻・ユリエとして現れた美琶子の美禰子に対する嫌がらせに巻き込まれ、毒入りの饅頭を食べるが幸い一命を取り止める。ユリエの過激さや言行を分析し、他の者が半信半疑である中、唯一人彼女が絶対に美琶子であると確信を抱く。戦後、美琶子殺害を告白し、警察に出頭する美禰子に付き添う。
糸川直雄（演：平松豊）
丹と権造の長男。美琶子より4歳年下の異父弟にあたる。中学生の頃から浅草でエノケンやレビューガールを追い回す軟派な少年だった。美琶子に唆され、遊ぶ金欲しさで丹の着物を質入れしたことがあり、事情を見抜いた父に厳しく叱責されて正直に謝り、証文と金銭を両親に渡す。主犯が美琶子であること察して激怒した権造から美琶子を庇ったことで、さらにその怒りを煽ってしまい、恐れをなした美琶子が房総に逃げ帰り、美禰子の婚約していた羽生に横恋慕して心中事件を起こす遠因となった。
浅草の芸人になり、人気を博し始めた時期に出征する。根は優しく、出征前は美禰子の娘・ひかるの遊び相手だった。シベリア抑留を経て帰国し、離婚した義理の姉・美禰子に惹かれたが拒まれ、後に好い仲になった露子と結婚し「今浜」を継ぎ、三児の父となる。
糸川ひかる（演：幼年期・遠藤真宙、少女期・寉岡萌希）
美禰子と顕彦の娘。容姿は顕彦に似ている。「今浜」で美禰子と糸川一家に育てられる。義理の叔父・直雄が遊び相手だったため、直雄の出征後は丹や美禰子の仕事中に遊んでくれる相手がいなくなり不満を漏らす。勘が良く、肖像画に描かれた美琶子に怯えており、記憶が戻る前の美琶子が「今浜」に現れて突然声を掛け、母と自分に関する探りを入れてきた時は警戒し、一切質問に答えずに自宅に避難する。
後に記憶を取り戻した叔母・美琶子にはその後も心を許さなかったが、従兄・進一をだしに美琶子に連れ出され、誘拐・監禁される。空襲の最中に母・美禰子が「ミモザ館」に自分を奪い返しに来た際、母への嫉妬を爆破させ自棄を起こした美琶子に絞殺されそうになり、母・美禰子が美琶子を殺すところを目撃してしまう。
以後、母との関係がぎくしゃくする。昭和24年、偶然再会した従兄の進一を通し、父・顕彦とも再会する。『モナムール』のとき子（後述）と顕彦が婚約していた頃、涙ながらに母・美禰子が昭和19年に美琶子を刺殺した事を父に告白した。
美禰子と顕彦が別れた後も相思相愛であることを察しており、両親の離婚と母が罪を犯してしまった原因が叔母・美琶子に誘拐された自分のせいだと思い悩む。
美しい少女に成長し、進一と裕之の二人から恋される。最初は幼い頃から慕う進一になびくが、死を前にした裕之の想いにうたれる。彼の死後、自分が裕之に恋していたと気付き、進一に一方的に別れを告げる。女優志望。（第3,4部）

#### 糸川家の関係者
志穂里（演：鉢嶺杏奈）
とき子の姪。中学生。ひかるの親友。とき子の経営する喫茶店にひかるを連れて来た。（第4部）
露子（演：有坂来瞳※友情出演）
米兵相手の娼婦をしている戦災孤児の不良少女。終戦時16歳。立川で米兵と揉めていた際に顕彦らに助けられる。
美琶子の面影を見た美禰子が「今浜」に引き取り、更生させることで美琶子への罪滅ぼしをしようとする。とまどいながらも美禰子や糸川一家の優しさを知り更生の道を歩みだす。実は美禰子の実母・園江の継子だった。後に洋裁学校に通い、顕彦の影響で読書に熱中する。顕彦を「先生」と呼び慕っていたが、直雄と好い仲になり美禰子の服役中に結婚、「今浜」の女将となり3人の子に恵まれる。（第4部）
町田園江（演：竹井みどり）
美禰子の実母。生活苦から美禰子を捨ててしまったが、戦後になり突然今浜に美禰子を訪ねる。偶然「今浜」に居た露子の継母であったことが判明する。（第4部）
猪股（演：沼崎悠）
「今浜」の常連客。売上の勘定を合わせたい露子に頼まれ露子の体を買う。（第4部）
浅沼（演：高城薫）
特高刑事、権造の部下。広島に転勤が決まり「今浜」で壮行会を開いた。
その帰途で顕彦が参加した爆弾テロに巻き込まれ死亡する。（第2部）

#### 「今浜」の仲居たち
タキ（演：氏家恵）
キミ子（演：平田まり）
昌江（演：宇江山ゆみ）

### 早瀬川家
早瀬川顕彦（演：松田賢二）
早瀬川伯爵家の末っ子長男で嗣子。美琶子より5歳年上の異母兄にあたる。劇作家志望。大学卒業より「橋川顕彦」という名で演劇活動に勤しんで定職に就かないため、元々不仲である父との関係が悪化し、母・茜や次姉・瑠璃子からも将来を心配される。育ちが良く、真っ直ぐで純粋、繊細な心を持つ。その一方で生活力に欠いており、やや頼りなく、間の悪さから窮地に陥ることがある。後に気付いたが、華族であることを演劇仲間の一部から妬まれたり、都合よく利用されていた。
身分を隠したまま美禰子と恋に落ちるが、共産主義活動をしたために獄中で廃嫡・除籍される。
そのため、自分の代わりに美禰子が早瀬川家の後継者となってしまう。釈放後、母・茜の計らいでホテル暮らしをする事になるが、早瀬川家へ引き取られた美禰子が「異母妹だ」と知らされショックを受け、以後は兄妹として距離を取ることを決する。しかし赤の他人である事は知らないまま、軽井沢の別荘で美禰子と復縁。その現場を栄子に目撃され、「汚らわしい!」と罵倒された。
美禰子のために思想転向までしたものの、美禰子を異母妹だと思い込んでいるため罪悪感を拭えず、苦悩により情緒不安定かつ自堕落になり、逃避のためにカフェ「プランタン」の女給・芳枝に手を出す。
美禰子が自分が偽の妹だと伝えに行く矢先、芳枝と共に満州へと旅立つ。渡満後は生活のために天津で娼館経営者となり、7年後に帰国した際、美禰子から真実を聞き愛を復活させ、二人の間に生まれた娘・ひかると3人で家庭を築こうとする。だが満州にいる内妻ユリエが東京に乗り込んできたことで、美禰子と美琶子にまつわる運命の渦に再び巻き込まれる。
終戦、美禰子との離婚後は劇団に在籍し演出家をしながら巡業して生計を立て、甥の進一とアパートで同居する。モナムールのオーナー兼、劇団の女優・とき子と婚約していたが、ひかるが幼少期に目撃した美禰子の罪を知り、一人で罪を背負い込む美禰子を放っておけなくなり婚約解消する。
後に美禰子から離婚の真相を告げられて和解、美禰子が美琶子殺害の罪を自首・刑期を終えた後迎えに行き、復縁する。（第2,3,4部）
早瀬川煕道（演：佐藤仁哉）
早瀬川伯爵家の当主、枢密院副議長。早瀬川姉弟と美琶子の実父。早瀬川家は維新の元勲に始まる、薩摩藩閥の新興華族。
盛大な結婚式とド派手な披露宴を挙げておいて恥を知らずに出戻ってきた長女・栄子のことを早瀬川家末代までの恥だと思っており、あからさまに嫌悪している。古風で独裁的な考えを持ち、顕彦・栄子と衝突する。「貞女は二夫に見えず」を信条とし、栄子はもちろん、若くして未亡人となった次女・瑠璃子の再婚も認めない。常識はあるが、美琶子同様に気性が激しく酒好き。
顕彦は自分の子だと信じたいが、亡くなった先代伯爵との子かもしれないと茜を責める。ほか、栄子・瑠璃子・顕彦の口ぶりから家庭を省みる良い父ではなかった模様。
危険思想をもつ顕彦を廃嫡して丹の産んだ庶子を家督に決めたために、美禰子が早瀬川伯爵家に差し出される羽目に陥る。「今浜」を訪れた際に偶然見かけた美禰子を自分の娘と思い込んでいたため、引き取った美禰子を疑わずに可愛がり、望めば家庭教師まで雇い、出所した顕彦の早瀬川邸への出入りまで許した。
美禰子の人柄を気に入っており、美禰子が運転手・中田との醜聞を起こし早瀬川家を去った後も悪く言うことなく、美禰子を思う日々を送る。
美禰子と顕彦の真実を茜から聞き、内密に外出し「今浜」を訪れると美琶子の位牌に焼香し、7年振りに美禰子と再会、孫娘・ひかるとの対面を果たす。美禰子と顕彦を結婚させて家督に戻すと決めた直後、急死する。（第1,2,3部）
早瀬川茜（演：山口いづみ）
早瀬川伯爵夫人。実家は財閥華族。貞淑な妻。普段は穏やかだが、芯は強い。3人の子供のうち、跡取り息子の顕彦を一番可愛がっているが、先代伯爵に犯された後に生まれた顕彦の出生について伯爵から責められる。
除籍された顕彦にホテル住まいをするよう、計らう。その直後、彼が早瀬川家に押しかけ美禰子と再会し、異母兄妹と誤解してショックを受けて飛び出していった息子と継娘の関係を近親相姦だと思い込み驚愕し、「いいこと美禰子さん この事は絶対に秘密よ!!」と関係を他の人に悟られない様、言い聞かせていた。
鈍いわけではなく、告知される前に栄子と寛治郎の不倫に気付く。
美禰子が偽者だと知った後も、人柄の優れた美禰子に優しく接する。当初は夫の元妾である丹に対抗意識があり、対面した丹には刺のある態度で接し、さらに美禰子が替え玉だと知ると証拠を掴み、単身で「今浜」に乗り込むと丹を問い詰めて白状させ、美禰子にまで嘘を吐かせて苦しめたことを非難、お猪口に注がれた酒を顔に掛けて制裁する。
後に美禰子が顕彦の娘・ひかるを産んで以降は丹と和解し、たまに孫娘・ひかるの様子を見に「今浜」を訪れ、僅かながら交流を持つ。
一方、伯爵の本当の庶子である美琶子のことは、記憶が戻る前にユリエとして現れて対面した時から、派手なドレスを纏い煙管で喫煙する等の蓮っ葉な所作を見せられてから良い印象を持たず、内心軽蔑して毛嫌いしており、存在自体快く思っていない。早瀬川姓を名乗らせながら死去した美琶子の遺体の引き取りを拒否した。
進一によると戦後は一家で屋敷を追われ、娘婿・寛治郎の実家に移り住んだ後に亡くなっている。（第2,3部）
早瀬川栄子（演：鮎ゆうき）
早瀬川伯爵家の長女、顕彦の長姉。バツ一の出戻り。実家に居候のように居座る。世間知らずで高慢な性格だが、実妹の瑠璃子には思い遣りを見せる。
嫉妬深く、本妻である母・茜の子達には冷淡であった父・早瀬川伯爵が美禰子を可愛がったり、母・茜が美禰子に優しく接すると妬む。
曾我男爵家の嗣子（寛治郎の長兄）と結婚していたが、婚家の経済事情や家風等に不満があったため産んだ子供を置いて飛び出し離婚、恥を知らずに実家に出戻った。そのため、顕彦からは「出戻り」と揶揄されている。
顕彦が廃嫡されると、自分が継げると思っていた家督が美禰子の手に渡ったため、美禰子をいじめる。
美禰子の新郎・寛治郎が女好きで好色であることに付け込み、さらに寛治郎の子を産めば「自分の子が将来家督を継げる」と目論み、誘惑し双方の利害一致から不倫して肉体関係になった。美禰子の子だと偽装して進一を出産、美禰子と寛治郎の戸籍（正確には美琶子と寛治郎の戸籍）に入れる。美禰子のことは進一の乳母のように扱う。美禰子が中田と醜聞事件を起こし、偽の異母妹だと露見した後、家督を継ぎ正式に寛治郎と再婚する。
進一が自分に懐かないのは自業自得だが、美禰子と顕彦を逆恨みして家督を奪われるのを恐れ、顕彦の内妻・ユリエを使って二人の仲を裂こうと策動する。当初はユリエと結託することもあったが、初対面からユリエの蓮っ葉な立ち振る舞いや派手な装いを母・茜同様に嫌悪しており後に距離を置くようになった。普段は自己中心的な面が目立つが、華族らしく品格や体裁を重んじる一面もあり、顕彦が満州で氏・素性が知れず、品性を欠いたユリエを内妻とし、娼館経営業に手を染めたことを非難した。
ユリエの人柄を快く思うことはなく、ユリエが記憶を取り戻し、本当の異母妹・美琶子であると知ると不愉快をあらわにし、実の異母妹と内縁関係を結んでいた顕彦を「獣の関係を結んだ」と言って責め、さらに記憶が戻っても出自を戸籍の偽装や作り話で誤魔化そうとしていた美琶子への嫌悪を深めた。後々は美禰子よりも美琶子のことを激しく憎悪している。
戦後は一家で米軍から屋敷を追われ、後夫・寛治郎の実家で離婚した前夫と離婚時に置いて行った子がいる曽我家に転居しており、息子・進一が出て行った後も寛治郎と在住している模様。（第2,3部）
早瀬川瑠璃子（演：大家由祐子）
早瀬川伯爵家の次女。顕彦の次姉。資産家に嫁いだ未亡人。おっとりしており、姉の栄子と違って常識がある。意外だが喫煙者。地に足のつかない弟、顕彦の将来を心配しており、実家の早瀬川伯爵に縁談を持ち掛けたりしていた。
小石川にある亡き夫の邸宅で暮らしているが、しばしば目白の実家に現れる。純朴な美禰子の人柄を知ると早瀬川伯爵家の一方的な都合で突然引き取られたことに同情する。良識があるゆえにユリエが娼館を開く事に猛反対し、記憶が戻り異母妹・美琶子となったユリエと犬猿の仲になる。
美琶子の恨みを買い、邸宅に放火されてほぼ全焼してしまい、実家に戻らざるを得なくなる。自分への復讐を企てる美琶子と同居することになり、後に美琶子に頼まれた巫女から1年以内に死ぬと予言され、精神的に追い詰められて神経衰弱に陥る。義兄・寛治郎の悪戯により、予言どおり不慮の事故で頓死する。（第2,3部）
早瀬川寛治郎（演：小林高鹿）
美禰子の夫、早瀬川家の婿養子。美禰子とは行方不明中の美琶子の戸籍で結婚した。鼻下の髭と眼鏡が特徴。
旧姓・曾我。お調子者で女癖の悪い男で浮気癖がある。京都の公家出身である曾我男爵家の三男、栄子の前夫の実弟。早瀬川伯爵の縁故で入社したガス会社に勤務しているが、商才がなく、早瀬川伯爵の出資で儲け話に手を出しては失敗し、会社勤め以外の経済活動をしないよう早瀬川伯爵と美禰子から釘を刺される。
初対面より美禰子から容姿を「イナゴみたい」と評され、軽薄な立ち振る舞いを毛嫌いされている。一方、美禰子のことは多少憎からず思っており、進一が産まれた後3年程は栄子と距離を取って、まともな夫婦になることを提案したり、顕彦との関係を栄子から知らされるとその関係の濃密さを羨望し嫉妬している。また、美禰子が顕彦を想う一途さは認めており、運転手の中田と車で心中未遂事件を起こした際は栄子から中田との関係を邪推された美禰子を庇い、栄子に嫉妬される。
自分が楽しく生きることを考えて追及する性質であり、息子・進一の食の好き嫌い等には厳しいが、父親らしい愛情を注がないため懐かれない。
華族らしく体裁を第一に重んじており、気が小さい。醜聞事件を起こした美禰子を風評被害により早瀬川伯爵家から追い払い、糸川家に引き取られた美禰子とは別居を経て（戸籍上の美琶子と）離婚した。年上の栄子との肉体関係が明らかになっても、体よく恥を知らずに財産目当て及び、早瀬川伯爵家乗っ取りのためだけに残って伯爵を継いだ。
自分達の所業は棚に上げ、茜の口から美禰子が替え玉だと知ると栄子と一緒に憤慨する。
戦後、義弟・顕彦の内妻ユリエが経営する「ミモザ館」に招待され楽しみ、娼婦・朱美の贔屓客となり、正式に妻となった栄子を怒らせる。衰弱している義妹の瑠璃子に悪戯心でキスして動揺させ、事故死させてしまった時はさすがに後悔し、遺族に出来事を正直に打ち明け謝罪した。
好色ではあるが小心者で攻撃的ではなく、栄子から妊娠を告げられ美禰子（戸籍上の美琶子）の子として偽装・入籍させる計画に難色を示し、顕彦に女の影を感じたユリエから問い詰められても美禰子の存在は明かさず有耶無耶に答え、晴れて他人となった顕彦と美禰子が結婚した時は心から祝福している。(第2,3部)
早瀬川伊織（演：原知佐子）
先代伯爵の後妻、芸者出身。酒に目がなく、早瀬川家の宴席に突如三味線を持って現れる。（第2部）
早瀬川進一（演：乳児期・平野翔太、幼年期・丸山歩夢、幼年期・高橋平、少年期・佐野和真）
栄子と寛治郎の息子。始めは美禰子（戸籍上は美琶子）と寛治郎の子として育てられた。自分本位な実の両親・栄子及び寛治郎に懐かず、自分を慈しんでくれていた幼い頃の育ての母・美禰子を思慕しており、さらにその娘で従妹のひかるに恋をする。年齢相応に未熟さはあるが両親には似ず、優しく心根の善良な少年に成長。
戦後は没落し平民となった（戦後間もなく、屋敷は米軍に接収され早瀬川家の一同は屋敷を追い出された。）父・寛治郎の実家である曽我家に一家で身を寄せていたが、唯一人肉親として接していた祖母・茜が亡くなり、居心地の悪さから曽我家を出て東京に戻り、叔父・顕彦のアパートに身を寄せる。華族育ちの割にはしっかりしており、顕彦の生活能力の低さに苦言を漏らす。最初はひかるの心を掴んだが、死にゆく裕之にひかるが恋したため捨てられる。（第2,3,4部）
曽我裕之（演：森脇史登）
寛治郎の甥、進一の従弟。進一同様ひかるに恋をするが、報われないまま白血病に冒される。
『シラノ・ド・ベルジュラック』をなぞらえて、進一の名前でひかるにラブレターを送り、ひかるの心を勝ち取って死ぬ。（第4部）

#### 柏原家
柏原月子（演：中島陽子）
早瀬川家の友人。栄子の出産を偽装するために赴いた先の軽井沢で、美禰子や栄子と交際していた。（第2部）
柏原康夫（演：久ヶ沢徹）
月子の夫。妻の尻に敷かれている。（第2部）

#### 早瀬川家の使用人
磯崎（演：堀越大史）
早瀬川伯爵家の家令。顕彦の恋人が美禰子だと知り、茜と共に近親相姦だと思い込んで驚愕する。（第2,3部）
中田陸一（演：樋口浩二）
早瀬川伯爵家の運転手。通称「陸さん」。房総・鴨川の出身。「今浜」に客として出入りしつつ、丹に早瀬川家に関する情報を流している。行方不明になる以前に美琶子のことを見知っており、美禰子の正体を知る。美禰子を脅迫して肉体関係を迫るが、顕彦に去られ自棄になっていた美禰子に運転する車を自殺企図に利用され、巻き込まれて事故死する。（第1,2部）
弥生（演：兎本有紀）
さつき（演：田口寛子）
上記2人は、早瀬川家の女中達。（第2,3部）

### 劇団仲間
石母田瀧治（演：小須田康人）
プロレタリア作家。特高に追われる身となり、顕彦の手助けで早瀬川家に客分として隠れ住む。正体が判明すると同時に屋敷を追われ、逮捕されて権造による拷問を受けて死んだ。モデルは小林多喜二らしい。（第2部）
原田いずみ（演：秋本渚）
カフェ「プランタン」の女給、石母田の愛人。共産主義者。顕彦・石母田と共に逮捕され、屈辱的な拷問を受けるが釈放される。築地小劇場では女優活動もしており、戦後は顕彦の一座に加わった。（第2,4部）
島村芳枝（演：三浦敦子）
カフェ「プランタン」の女給。美禰子との関係に苦しむ顕彦が逃避のために手を出し、美禰子を悩ませる。顕彦と共に渡満するが道中で別れており、その後は不明。（第2部）
牧村左武郎（演：大隈いちろう）
プロレタリア文化同盟に所属する青年。ゴーリキーの戯曲『どん底』で演じた「ペーペル」があだ名。華族出身の顕彦を軽蔑しているが、実は臆病で小心者。実は特高のスパイ。顕彦と共に警察へのテロ事件に参加する。（第2部）
佐伯武（演：小林滋央）
プロレタリア文化同盟に所属する青年。戦後は顕彦の一座に加わった。（第2,4部）
今西喜久男（演：八幡トモアキ）
プロレタリア文化同盟に所属する青年。顕彦と共に警察へのテロ事件に参加する。（第2部）
藤原とき子（演：増田未亜）
顕彦の婚約者。喫茶店「モナムール」を経営するかたわら、顕彦の率いる劇団の女優。ひかるを引き取ろうとするうち、美禰子の過去の事件がきっかけとなり、顕彦に婚約を解消される。
美禰子に烈しい嫉妬を燃やしはじめ、その過去を暴いて美禰子と顕彦を糾弾する舞台「ボルジア家の没落」を開き、ルクレツィア・ボルジアに仮託した美琶子を演じて女優生命を終える。引退と共に顕彦への想いにもけじめをつけた。（第4部）
谷川益美（演：飯塚ひより）
顕彦が主宰する劇団の女優。（第4部）

### 娼館「ミモザ館」

#### 「ミモザ館」の娼婦と従業員
岩井隼一（演：泉政行）
美琶子の恋人。兵役逃れに成功した天涯孤独の不良青年。ヤクザと縁故がある。一目見て美琶子に惚れ込み、美琶子の頼みであれば何でも行い、献身的に尽くす。性格・立ち振る舞い等は大分違うが、どこか羽生の面影があり、美琶子が過去の記憶を取り戻す引き金となる。美琶子が吉原で経営する娼館「ミモザ館」の用心棒的な存在となる。憲兵から美琶子を庇い銃弾に倒れる。（第3部）
鏑木銀五郎（演：吉満涼太）
「ミモザ館」のボーイ。（第3部）
キヌエ（演：かとうあつき）
「ミモザ館」のやり手婆。とき子に美琶子がひかるを誘拐した時の情報を提供する。（第3,4部）
朱美（演：山口あゆみ）
美琶子が満州から呼び寄せた娼婦。寛治郎のお気に入りで肉体関係がある愛人。美琶子のお気に入りでもあり、毒入りの饅頭を糸川家に届ける等の悪事に協力する。美琶子は忘れていたが、満州で美琶子から羽生との婚約指輪であったルビーの指輪を譲られて所持しており、この指輪がユリエが美琶子と同一人物であることを証明した。（第3部）
ミドリ（演：大石里沙）
「ミモザ館」の娼婦の一人。大阪弁で話す。美琶子である記憶が戻る前のユリエに大阪弁を教え、ユリエが美琶子であることを否定する際に一役買う。（第3部）
石神（演：掛田誠）
「ミモザ館」の客。美琶子の策略で店の個室に呼び出された美禰子を娼婦だと思い込みレイプする。（第3部）

## スタッフ
- 企画 - 鶴啓二郎（東海テレビ放送）
- 原作・脚本 - 中島丈博
- 広報 - 植木圭一（東海テレビ放送）、山本聡美（東海テレビ放送）
- プロデューサー - 服部宣之、塚田泰浩（東宝）、今村眞治（東宝）
- 演出 - 皆川智之（第1,2,5,8,11,13週）、村松弘之（第3,6,9週）、加門幾生（第4,7,10週）、坂梨公紀（第12週）
- 音楽 - 村松崇継
- 音楽制作 - インスパイア・ホールディングス
- 技術 - 石川清一
- 協力 - 東通、国際放映TMC-1、KHKアート、サンライズアート、東宝コスチューム、山田かつらほか
- 制作 - 東海テレビ放送、東宝株式会社

## サブタイトル
| 第1週  | 第1週     | 第1週          | 第2週  | 第2週     | 第2週          | 第3週  | 第3週     | 第3週          |
| 回     | 放送日    | サブタイトル   | 回     | 放送日    | サブタイトル   | 回     | 放送日    | サブタイトル   |
| ------ | --------- | -------------- | ------ | --------- | -------------- | ------ | --------- | -------------- |
| 第1話  | 2006.4.3  | 美しき乳姉妹   | 第6話  | 2006.4.10 | 愛のパッション | 第11話 | 2006.4.17 | 故郷をあとに   |
| 第2話  | 2006.4.4  | 女学生の恋     | 第7話  | 2006.4.11 | 悪意のシナリオ | 第12話 | 2006.4.18 | 涙の身の上話   |
| 第3話  | 2006.4.5  | 貴婦人の出生   | 第8話  | 2006.4.12 | 破談の通告     | 第13話 | 2006.4.19 | 恋に落ちて…    |
| 第4話  | 2006.4.6  | ルビーの指輪   | 第9話  | 2006.4.13 | 悪魔の計略     | 第14話 | 2006.4.20 | 伯爵家の異端児 |
| 第5話  | 2006.4.7  | 命の恩人       | 第10話 | 2006.4.14 | 花嫁への遺書   | 第15話 | 2006.4.21 | 命のロケット   |
| 第4週  | 第4週     | 第4週          | 第5週  | 第5週     | 第5週          | 第6週  | 第6週     | 第6週          |
| 回     | 放送日    | サブタイトル   | 回     | 放送日    | サブタイトル   | 回     | 放送日    | サブタイトル   |
| 第16話 | 2006.4.24 | 替玉のお姫様   | 第21話 | 2006.5.1  | 消せない炎     | 第26話 | 2006.5.8  | 身代り育児     |
| 第17話 | 2006.4.25 | 止まらない涙   | 第22話 | 2006.5.2  | 禁断の果実     | 第27話 | 2006.5.9  | 伯爵家の激震   |
| 第18話 | 2006.4.26 | 覚悟のドレス   | 第23話 | 2006.5.3  | 転地療法の罠   | 第28話 | 2006.5.10 | 毎週の秘め事   |
| 第19話 | 2006.4.27 | 決められた縁談 | 第24話 | 2006.5.4  | 背徳のセレブ   | 第29話 | 2006.5.11 | 禁断の激情     |
| 第20話 | 2006.4.28 | 華麗なる結婚   | 第25話 | 2006.5.5  | 密室での産声   | 第30話 | 2006.5.12 | 暴かれた真実   |
| 第7週  | 第7週     | 第7週          | 第8週  | 第8週     | 第8週          | 第9週  | 第9週     | 第9週          |
| 回     | 放送日    | サブタイトル   | 回     | 放送日    | サブタイトル   | 回     | 放送日    | サブタイトル   |
| 第31話 | 2006.5.15 | 絶望ドライブ   | 第36話 | 2006.5.22 | 吉原のマダム   | 第41話 | 2006.5.29 | 問題のホクロ   |
| 第32話 | 2006.5.16 | スキャンダル   | 第37話 | 2006.5.23 | パンの中の釘   | 第42話 | 2006.5.30 | 閃光する記憶   |
| 第33話 | 2006.5.17 | 7歳の姫君      | 第38話 | 2006.5.24 | 蛭のような妻   | 第43話 | 2006.5.31 | 凄まじい争奪戦 |
| 第34話 | 2006.5.18 | ミモザ屋の主人 | 第39話 | 2006.5.25 | 喪失した過去   | 第44話 | 2006.6.1  | 破廉恥な令嬢   |
| 第35話 | 2006.5.19 | 神秘的な横顔   | 第40話 | 2006.5.26 | 記憶のパズル   | 第45話 | 2006.6.2  | 波乱のパーティ |
| 第10週 | 第10週    | 第10週         | 第11週 | 第11週    | 第11週         | 第12週 | 第12週    | 第12週         |
| 回     | 放送日    | サブタイトル   | 回     | 放送日    | サブタイトル   | 回     | 放送日    | サブタイトル   |
| 第46話 | 2006.6.5  | 娼婦の写真     | 第51話 | 2006.6.12 | 母親ごっこ     | 第56話 | 2006.6.19 | 悪夢の告白     |
| 第47話 | 2006.6.6  | 瀕死の花嫁     | 第52話 | 2006.6.13 | 娘を返して!    | 第57話 | 2006.6.20 | 理由なき破談   |
| 第48話 | 2006.6.7  | 魔物の妊娠     | 第53話 | 2006.6.14 | 不可解な離婚   | 第58話 | 2006.6.21 | 似ている面影   |
| 第49話 | 2006.6.8  | 死んじゃ駄目!  | 第54話 | 2006.6.15 | 涙の再会…      | 第59話 | 2006.6.22 | ぼくらの贖罪   |
| 第50話 | 2006.6.9  | 第2の悲劇      | 第55話 | 2006.6.16 | 母と娘の溝     | 第60話 | 2006.6.23 | 恋する両親     |
| 最終週 |           |                |        |           |                |        |           |                |
| 回     | 放送日    | サブタイトル   |        |           |                |        |           |                |
| 第61話 | 2006.6.26 | 突然の懺悔     |        |           |                |        |           |                |
| 第62話 | 2006.6.27 | 私の罪滅ぼし   |        |           |                |        |           |                |
| 第63話 | 2006.6.28 | 私を捨てた母…  |        |           |                |        |           |                |
| 第64話 | 2006.6.29 | 不思議な感動   |        |           |                |        |           |                |
| 最終話 | 2006.6.30 | 密かな決意     |        |           |                |        |           |                |

## 主題歌
- 『偽りの花園』歌：SYO-1　ハープ演奏：内田奈織

レーベル名 - テイチクエンタテインメント
※TVサイズでは前奏が短く編集されている。

## 原作
- 中島丈博　『偽りの花園』　キネマ旬報社（上 ISBN 4-87376-282-0 下 ISBN 4-87376-283-9）

## エピソード
- 公式ホームページでは、小林高鹿、泉政行がそれぞれの役名でコラムを連載していた。また、仮面ライダー響鬼で共演し、再共演となった松田賢二と川口真五の対談も掲載されていた。
- 第1部で美琶子がうなされる鉄道心中する夢は、大正時代に芳川鎌子伯爵夫人（芳川顕正の娘、芳川寛治の妻）とお抱え運転手が引き起こした心中未遂事件を元にしている。東海テレビと脚本家の中島丈博はこの事件をかなり前からドラマ化しようとしたが、あまりにも短い話になってしまうので延び延びになっていたというエピソードがノベライズ本のあとがきに記載されている。ノベライズ本では第1部と第2部が収録された上巻は「芳川鎌子伯爵令夫人に捧ぐ」と前書きがある。
- 第1部で美琶子が「貴婦人になりたい」と言い出すシーンは、中島丈博が偶然テレビでデヴィ・スカルノが「子供の頃は貴婦人になりたかった」と語っていたのを見て思いついたと、このドラマのメイキング番組でコメントしている。